# Bloomfield Hills
Bloomfield Hills ist eine Stadt in Oakland County im US-Bundesstaat Michigan. Das U.S. Census Bureau hat bei der Volkszählung 2020 eine Einwohnerzahl von 4.460 ermittelt. Die Fläche beträgt 12,9 km². Detroit ist etwa 22,5 Kilometer entfernt.
Bloomfield Hills ist Sitz der Cranbrook Educational Community, zu der unter anderem die Cranbrook Schools, ein Naturkundemuseum und ein renommiertes Kunstmuseum gehören.
Allgemein bekannt wurde die Stadt insbesondere durch das Restaurant Machus Red Fox, dem Stammlokal des umstrittenen Gewerkschaftsführers Jimmy Hoffa, von dessen Parkplatz dieser am 30. Juli 1975 spurlos verschwand.
Der Schauspieler Robin Williams und Chad Smith, der Drummer der Red Hot Chili Peppers, sowie Ann Romney, die Ehefrau von Mitt Romney, wuchsen in Bloomfield Hills auf.

## Bekannte Bewohner
- Lee Iacocca (1924–2019), Manager bei Ford und Chrysler, Bestseller-Autor
- Kate Markgraf (* 1976), Fußballspielerin
- Roger Penske (* 1937), Unternehmer
- Elizabeth Reaser (* 1975), Schauspielerin
- Eero Saarinen (1910–1961), Architekt
- A. Alfred Taubman (1924–2015), Milliardär
- Robin Williams (1951–2014), Schauspieler
- Dey Young (* 1955), Filmschauspielerin